# Życie i los
Życie i los (ros. Жизнь и судьба) – powieść historyczna radzieckiego pisarza Wasilija Grossmana o wydarzeniach II wojny światowej, napisana w latach 1950–1959. Wieńczy dylogię, która rozpoczęła się od powieści Za słuszną sprawę (ros. За правое дело), napisanej w 1952, a opublikowanej w 1954 r. W przeciwieństwie do pierwszej części, która odpowiada kanonom socrealizmu, druga część została napisana już po śmierci Józefa Stalina i zawiera ostrą krytykę stalinizmu. Wskutek działań cenzury prewencyjnej książka przeleżała niemal pół wieku na półce, a w Związku Radzieckim pierwsza publikacja miała miejsce dopiero w okresie pierestrojki w 1988 r.

## Treść
Akcja powieści obejmuje okres bitwy stalingradzkiej, od września 1942 r. do lutego 1943 r. Bitwa znajduje się w centrum fabuły utworu, obejmującej bardzo wielu bohaterów, których losy są ze sobą tylko częściowo powiązane. Rdzeń świata przedstawionego stanowi rodzina Szaposznikowów, los ich dalekich krewnych oraz znajomych.
Nestorka rodu, Aleksandra Władimirowna Szaposznikowa, jest gruntownie wykształconą kobietą. Jeszcze przed rewolucją ukończyła wyższe kursy dla kobiet na Wydziale Nauk Przyrodniczych. Po śmierci męża przez pewien czas była nauczycielką, potem pracowała jako chemik w instytucie bakteriologicznym, a następnie kierowała laboratorium medycyny pracy. Ma trzy córki (Ludmiłę, Marusię i Żenię) oraz syna Dmitrija (Mitię).
Syn Ludmiły z jej pierwszego małżeństwa, Tolja, zginął na froncie w 1942 r. Pierwszy mąż zostawił ją z dzieckiem, zabraniając jej nadania Tolji jego nazwiska, Abarczuk. Sam Abarczuk został aresztowany podczas terroru w latach 1937–1938, a następnie zabity w łagrze przez jednego z więźniów kryminalnych. Drugi mąż Ludmiły, Wiktor Sztrum, fizyk pochodzenia żydowskiego w stopniu naukowym doktora i członek korespondent Akademii Nauk ZSRR, dokonał znaczącego odkrycia w swojej dziedzinie, ale nie mógł przedstawić go szerszemu gronu, bo był prześladowany w instytucie z powodu antysemityzmu. Córka Ludmiły i Wiktora – Nadia – mieszka z rodzicami. Matka Wiktora zginęła w Berdyczowie podczas masowych pogromów żydowskich na początku lat 20. (tak jak matka Wasilija Grossmana).
Marusia służy w Armii Czerwonej jako radiotelegrafistka i ginie od odłamka niemieckiego pocisku podczas bitwy o Stalingrad, a jej mąż i córka Wiera pozostają w mieście. Wiera pracuje w szpitalu polowym, gdzie spotyka rannego pilota Wiktorowa. Po zwolnieniu ze szpitala Wiktorow zostaje wysłany od razu na front, tak że młodzi kochankowie nawet nie mają czasu się pożegnać. Wkrótce później Wiktorow ginie bohatersko w walce powietrznej.
Żenia opuszcza swojego pierwszego męża, Nikołaja Krymowa, z powodu jego zbrodniczej działalności w okresie rozkułaczania. Kobieta zakochuje się w oficerze wojsk pancernych Nowikowie. Później, kiedy Krymow zostaje aresztowany, odwiedza go jednak na Łubiance.
Ostatnie z dzieci Ludmiły, Dmitrij Szaposznikow wraz ze swoją żoną Idą został aresztowany podczas wielkiego terroru. Ich syn Sieroża prawie całe życie mieszkał ze swoją babcią, a następnie walczył w Stalingradzie.
Kolejnym spoiwem łączącym wątki fabularne powieści jest los starego bolszewika Mostowskiego, lekarza wojskowego Lewintona i kierowcy Siemionowa, którzy we trójkę zostali schwytani przez Niemców na początku bitwy o Stalingrad. Dalej jednak ich losy się rozdzielają. Siemionow zostaje wysłany do obozu jenieckiego, a następnie, już umierający z głodu, odesłany na zachód, lecz na jednej ze stacji kolejowych na Ukrainie lituje się nad nim niemiecki komendant i wypuszcza go. Siemionow nie bez trudności dociera do najbliższej wioski, gdzie ratuje go ukraiński chłop.
Mostowski zostaje wysłany do obozu koncentracyjnego, gdzie wysoki rangą członek RSHA, Liss, mówi mu, że Mostowski nie ma powodu nienawidzić nazizmu, ponieważ Hitler uczył się metod od Stalina i że „ktokolwiek patrzy na nas z przerażeniem, patrzy i na was z przerażeniem”. Mostowski nie może tego zaakceptować, boi się takich myśli, ale on, podobnie jak Krymow, nie może nie dostrzegać tego, jak bardzo rzeczywistość państwa stalinowskiego, która staje się coraz bardziej nacjonalistyczna, różni się od rewolucyjnych ideałów, którym byli wierny. Pod koniec powieści Krymow, który jest przesłuchiwany na Łubiance w sprawie swojej znajomości z Lwem Trockim, przestaje próbować pogodzić się ze zwyrodnieniem systemu sowieckiego i otwarcie oskarża tych, którzy go uwięzili, o zdradę idei bolszewizmu.
Lewinton, jako Żyd, zostaje wysłany przez Niemców do obozu śmierci, gdzie ginie w komorze gazowej. Metodologiczne i bezwzględne ludobójstwo Żydów dokonane przez niemieckich nazistów i ich kolaborantów, Holokaust, jest jednym z głównych tematów powieści. W utworze wielokrotnie wspomina się także o stalinowskim terrorze z lat 1937–1938, rozkułaczaniu i masowym głodzie na Ukrainie w 1933 r. Grossman porównuje te wydarzenia i omawia odpowiedzialność zwykłego człowieka zaangażowanego w takie zbrodnicze kampanie państwa totalitarnego. Grossman twierdzi, że człowiek zawsze ma wybór, nawet jeśli jest to wybór między współudziałem w niszczeniu innych a własną śmiercią. Takiego wyboru dokonał jeden z bohaterów jego powieści, tołstojowiec Ikonnikow, który został uwięziony w obozie koncentracyjnym i odmówił pracy przy budowie komory gazowej.
Innym głównym tematem powieści jest konfrontacja naturalnej dobroci człowieka z nienawiścią państwa do swoich wrogów. Grossman opisuje, w jaki sposób radziecki zwiadowca Klimow i niemiecki żołnierz, orientując się, że schronili się przed ostrzałem w tym samym leju po pocisku, nie zabili się nawzajem, lub też to, jak Niemcy, którzy podczas zwycięskiej ofensywy uważali Rosjan za „podludzi”, znalazłszy się w ruinach zniszczonego Stalingradu, głodni i zmarznięci, zaczynają widzieć w tak samo głodujących i marznących mieszkańcach miasta ludzi takich samych jak oni.

## Historia publikacji

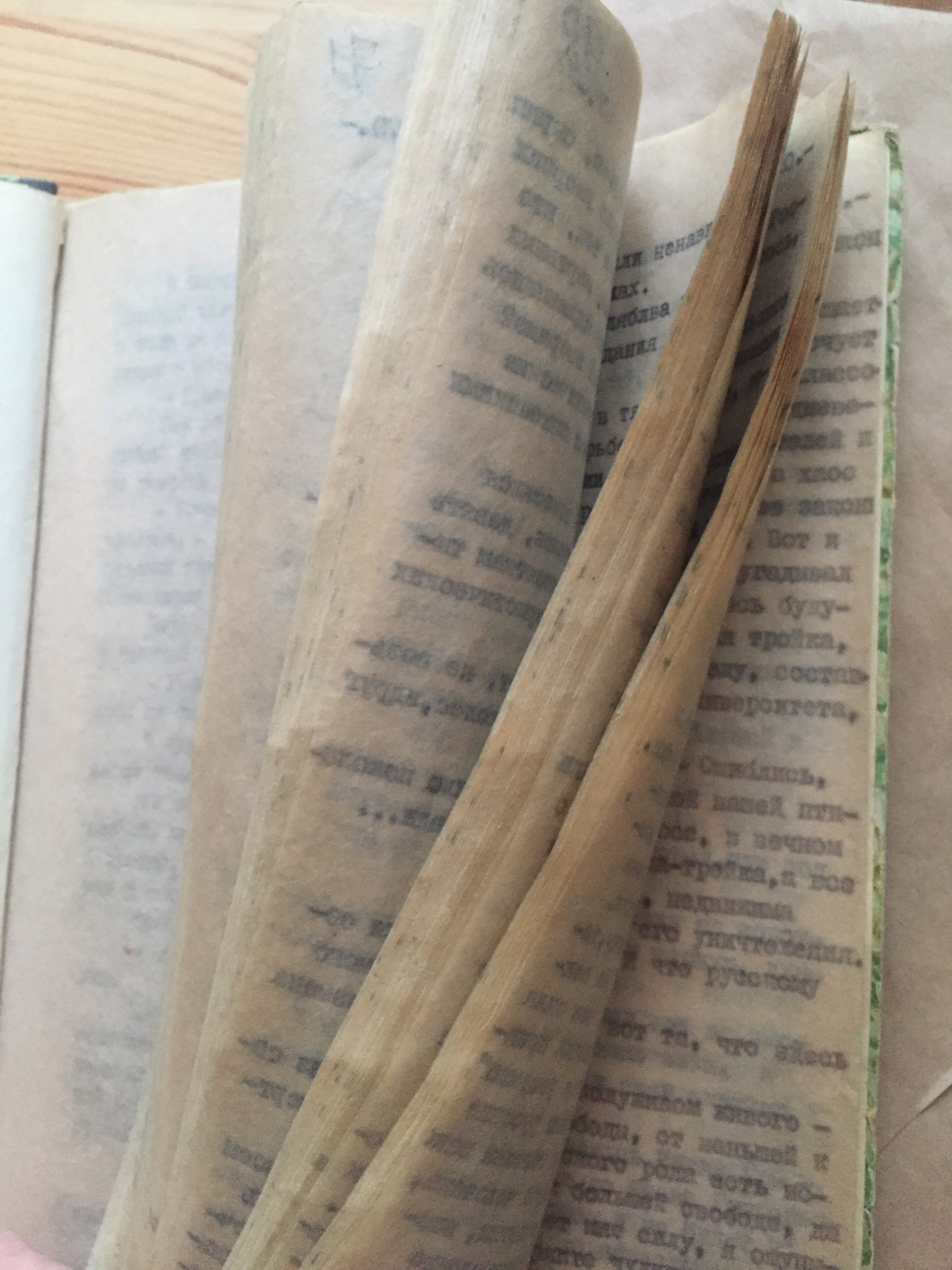
Jedna z kopii książki przedrukowanej w samizdacie

19 grudnia 1960 w redakcji miesięcznika „Nowyj mir” odbyła się dyskusja nad powieścią, na której została ona uznana za „antyradziecką”.
14 lutego 1961 rękopis, maszynopis oraz ich kalkowe kopie zostały skonfiskowane przez KGB w wyniku włamania i przeszukania mieszkania pisarza. Według wielu źródeł miało to miejsce po tym, jak redaktor naczelny magazynu „Znamia”, Wadim Kożewnikow, któremu Grossman przyniósł rękopis powieści do recenzji, przekazał ją Komitetowi Centralnemu KPZR (według innych źródeł, KGB). Jednocześnie córka Wadima Kożewnikowa, Nadieżda Kożewnikowa, zaprzecza, że jej ojciec przekazał informacje o powieści „władzom karnym” i uważa, że „manuskrypt o takiej objętości, tym bardziej z tak niebezpiecznymi spostrzeżeniami, jak paralele Hitler-Stalin i faszyzm-komunizm – powinien być przekazany do Komitetu Centralnego, do wydziału ideologicznego, w każdym przypadku”. Aleksandr Sołżenicyn, który z pierwszej ręki znał historię rękopisu w „Nowym Mirie”, napisał w swojej książce Bodło się cielę z dębem: „Pamiętam, jak powieść Grossmana zabrano z sejfu «Nowogo Miru»”.
Dziewięć dni później Grossman napisał list do Nikity Chruszczowa z prośbą o wyjaśnienie losu książki. W odpowiedzi Michaił Susłow zaprosił autora na rozmowę w Komitecie Centralnym i powiedział Grossmanowi, że książka zostanie opublikowana za sto lat.
Kopia powieści zachowana przez poetę Siemiona Lipkina w połowie lat 70. XX wieku, po śmierci pisarza, z pomocą Andrieja Sacharowa, Bułata Okudżawy i Władimira Wojnowicza została przewieziona na Zachód i opublikowana po raz pierwszy w Szwajcarii w 1980 r.
W ZSRR powieść opublikowano dopiero w 1988 podczas pierestrojki Michaiła Gorbaczowa. W Polsce Życie i los zostało wydane dwa razy: w 2011 r. przez Wydawnictwo W.A.B. oraz w 2020 r. przez wydawnictwo Noir sur Blanc.

## Opinie
Wyżej wzmiankowany Siemion Lipkin opisał swoje wrażenia z czytania rękopisu powieści w następujący sposób: 

Nie od razu zrozumiałem, czytając książkę, że życie i los łączy inny związek, znacznie bardziej złożony niż myślałem wcześniej. Ten związek jest dla nas niezrozumiały. Losu nie zmienisz, jego rodzi życie, a życie jest Bogiem. I na próżno pisarze, filozofowie, politycy zastanawiają się, co by się stało z Rosją, gdyby car Mikołaj był mądrzejszy, Kiereński poważniejszy i bardziej aktywny. Wszystko to jest czcza dyskusja. Rosja podążyła pewną ścieżką i na tej ścieżce Bieriozkin, Griekow, Sztrum, Jerszow, Lewinton i Ikonnikow świecą jak lampy nadziei. Nie wiem, czy Królestwo Boże jest możliwe na ziemi, ale wiem na pewno, że Królestwo Boże jest w nas. Dlatego jesteśmy silniejsi od zła, Rosja jest silniejsza od zła

„Grossman wyprowadził dla siebie moralną tożsamość niemieckiego narodowego socjalizmu i sowieckiego komunizmu” – napisał Aleksander Sołżenicyn. Jego zdaniem powieść odzwierciedla tytuł i strukturę epopei Lwa Tołstoja Wojna i pokój. W 2007 r. amerykańska gazeta biznesowa „The Wall Street Journal” nazwała powieść Life and Destiny jedną z największych książek XX wieku.

## Adaptacje
- W 2007 r. Lew Dodin wystawił sztukę opartą na fabule powieści w Małym Teatrze Dramatycznym(inne języki). Dodin umieścił w centrum wydarzeń postać refleksyjnego naukowca Sztruma, który pod wieloma względami jest podobny do samego autora[15];
- Jesienią 2011 r. wydział teatralny BBC stworzył 13-odcinkowy program radiowy dla brytyjskiego Radia 4. 900-stronicowa powieść znalazła się na szczycie listy bestsellerów w Wielkiej Brytanii[16];
- W latach 2011–2012 Siergiej Ursuljak(inne języki) nakręcił serial telewizyjny Życie i los do scenariusza Eduarda Wołodarskiego(inne języki)[17].